# Faro (Vivero)
Faro (llamada oficialmente San Xiao de Faro) es una parroquia y una aldea española del municipio de Vivero, en la provincia de Lugo, Galicia.

## Otras denominaciones
La parroquia también es conocida por los nombres de San Julián de Faro y San Xulián de Faro.

## Etimología
Esta población figura ya en un documento del año 877 como "Villam de Faro". El  nombre procede del latín pharus, a su vez del griego Φαρος. En la Edad Media, "faro" indicaba una cima elevada en que se encendían hogueras, bien para guiar a los barcos, bien para comunicarse,  o bien para avisar de la presencia del enemigo.[cita requerida]

## Organización territorial
La parroquia está formada por seis entidades de población, constando cinco de ellas en el nomenclátor del Instituto Nacional de Estadística español:
- Aldea (A Aldea)
- Area
- Augadoce (Auga Doce)
- Brieiro (O Brieiro)
- Castelo (O Castelo)
- Faro

## Demografía

### Parroquia
| Gráfica de evolución demográfica de Faro (parroquia) entre 2000 y 2021 |
|                                                                        |
| Datos según el nomenclátor publicado por el INE.                       |

### Aldea
| Gráfica de evolución demográfica de Faro (aldea) entre 2000 y 2021 |
|                                                                    |
| Datos según el nomenclátor publicado por el INE.                   |